# Washington Corozo
Washington Bryan Corozo Becerra (* 9. Juli 1998 in Guayaquil) ist ein ecuadorianischer Fußballspieler.

## Karriere

### Verein
Erst startete seine Karriere in der Jugend von Independiente del Valle, von wo er von der dortigen U20 Anfang 2015 in die B-Mannschaft des Klub wechselte. Nebst weiteren Einsätzen bei der U20 ging es für ihn im Sommer 2016 dann auch fest in den Kader der ersten Mannschaft. Für diese kam er im Spieljahr aber auch schon das erste Mal zum Einsatz. In den folgenden Jahren konnte er immer mehr Einsätze einsammeln, auch wenn die Anzahl derer immer wieder schwankte.
So verließ er im Januar 2020 dann auch seinen Jugendklub und schloss sich in Peru Sporting Cristal an. Im Sommer 2021 folgte eine Leihe nach Mexiko zu UNAM Pumas, wo er auch einige Einsätze abfahren konnte. Derzeit ist er bis zum Ende der MLS Saison 2022 an das US-amerikanische Franchise Austin FC verliehen.

### Nationalmannschaft
Sein Debüt in der ecuadorianischen Nationalmannschaft hatte er am 2. September 2021 bei einem 2:0-Sieg über Paraguay, während der Qualifikation für die Weltmeisterschaft 2022. Hier wurde er in der 66. Minute für Joao Rojas eingewechselt.